# إلين كاو
إلين كاو (بالإنجليزية: Elaine Kao)‏ هي ممثلة أمريكية، ولدت في القرن العشرين.

## وصلات خارجية
- إلين كاو على موقع IMDb (الإنجليزية)
- إلين كاو على موقع ألو سيني (الفرنسية)
- إلين كاو على موقع أول موفي (الإنجليزية)
- إلين كاو على موقع قاعدة بيانات الفيلم (الإنجليزية)
- إلين كاو على موقع كينوبويسك (الروسية)